# 빅테그라비르
빅테그라비르(Bictegravir, INN, BIC, GS-9883)는 항바이러스 약물로 인테그레이스 억제제로 작용하며 2016년 여름에 길리어드 사이언스라는 제약회사의 과학자들에 의해 돌루테그라비르라는 화합물에서 유래된 구조이다. 2016년, 빅테그라비르는 테노포비르 알라페나미드(TAF)와 엠트리시타빈(FTC)와 함께 HIV-1 감염 치료약물로 허가를 받으려 3상 임상시험을 거쳤고 2018년 미국에서 복합제인 빅테그라비르/엠트리시타빈/테노포비르 아라페나미드(Biktarvy)로 허가받았다.